# Vườn quốc gia Jirisan
Vườn quốc gia Jirisan (Hangul : 지리산국립공원, Hanja : 智異山國立公園 ) là một vườn quốc gia nằm trên địa bàn 3 tỉnh Jeolla Bắc, Jeolla Nam và Gyeongsang Nam, Hàn Quốc. Ngoài ra, nó còn nằm ở thị trấn Namwon, Gurye và Hamyang. Năm 1967, Jirisan được chính phủ Hàn Quốc xếp hạng vườn quốc gia và là vườn quốc gia đầu tiên ở Hàn Quốc. Đây là vườn quốc gia lớn nhất trên đất liền bán đảo Triều Tiên với trọng tâm là bảo vệ đa dạng sinh học, bảo tồn loài gấu ngựa, phục hồi xanh lại rừng do bị chặt cây.